# 大格賴訥山

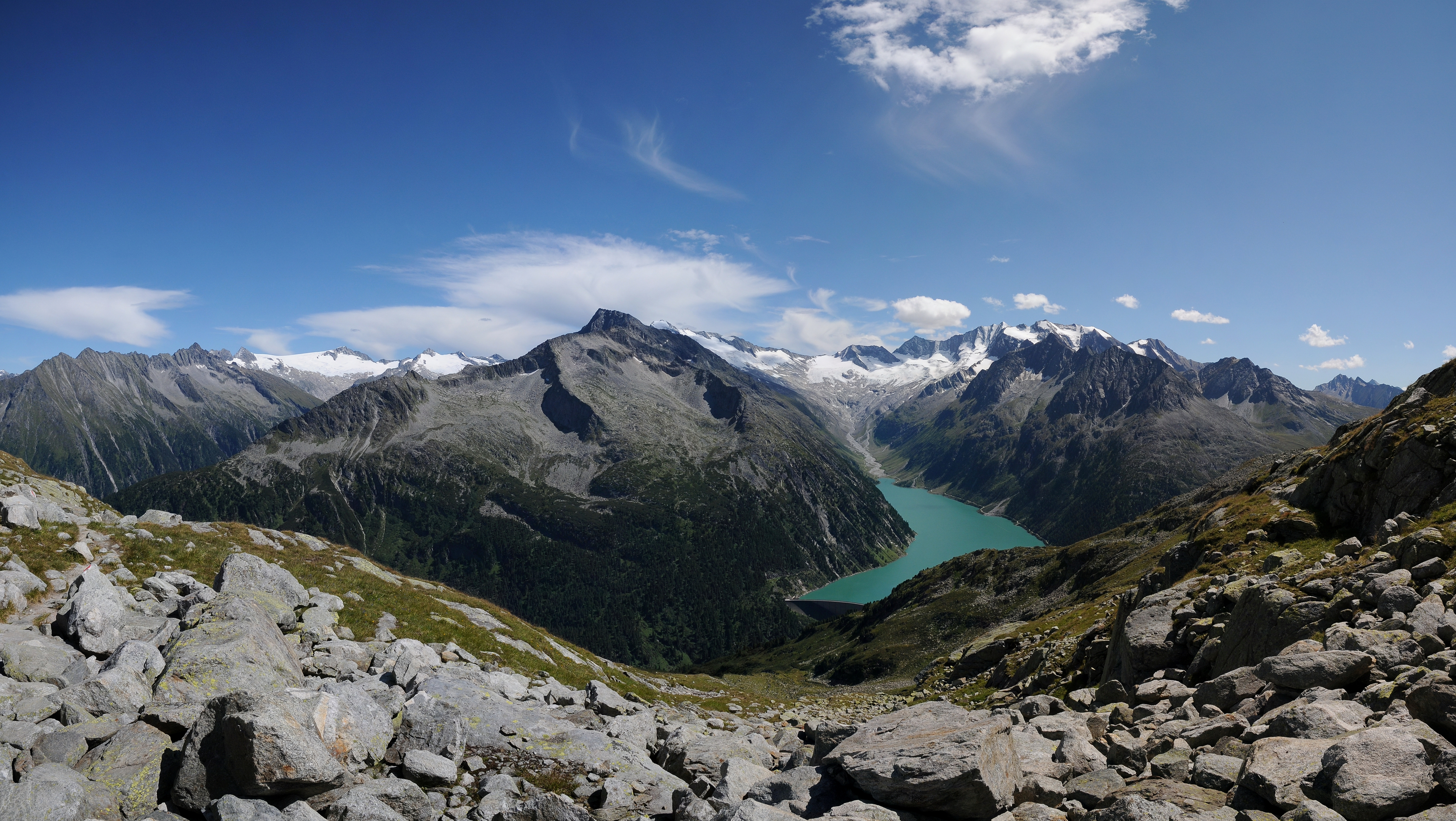

47°1′11″N 11°45′13″E / 47.01972°N 11.75361°E
大格賴訥山（德語：Großer Greiner），是奧地利的山峰，位於該國西部，由蒂羅爾州負責管轄，屬於齊勒塔爾阿爾卑斯山脈的一部分，距離大默瑟勒山3.1公里，海拔高度3,201米，每年平均降雨量1,579毫米。